# 河北木兰围场国家森林公园
河北木兰围场国家森林公园位于河北省承德市围场满族蒙古族自治县西部小滦河流域:2688，是2008年1月:51，依据河北省木兰围场国有林场所属林场建立的国家森林公园。
2010年相关文章称为五道沟国家森林公园:22，是否是曾用名，不详。所在区域与同属河北省木兰围场国有林场的滦河上游国家级自然保护区有重叠。

## 地理
河北木兰围场国家森林公园南北长15公里，东西宽9公里，总面积5351公顷:2688:51:22。公园东部、南部与西龙头乡、南山嘴乡，北部与老窝铺乡接壤，西部沿石桌子梁与围场满族蒙古族自治县后沟牧场交界:99。
地理坐标为：东经116°49'20"至116°59'4"，北纬41°52'1"至42°1'8":22。

### 公园景区
公园划分为四个部分，分别是五道沟生态旅游景区、小滦河休闲游乐带、浩赉郭勒皇家狩猎体验区、东山生态文化园:101:2688。或将五道沟生态旅游景区分为五道沟、龙潭沟、连阴寨三个景区:22。各景区之间交通，以御官线连接。对外交通依托御官线与111国道和省道多线相连:101。
五道沟生态旅游景区面积4406公顷:2688。或称，五道沟景区面积规划面积2972公顷，龙潭沟景区规划面积1213公顷，连阴寨景区221公顷，属河北省木兰围场国有林场孟滦林场:22:2688。五道沟山门入口至龙潭沟出口有旅游专线公路，公路宽6米、长29公里:101。
小滦河休闲游乐带（或称小滦河景区）面积239公顷，浩赉郭勒皇家狩猎体验区（或称沙沟狩猎场景区）面积446公顷，两者同属河北省木兰围场国有林场桃山林场:2688:22。浩赉郭勒皇家狩猎体验区是原木兰围场七十二围之一的浩赉郭勒围。现属滦河上游国家级自然保护区的实验区:2688。浩赉郭勒围得名于蒙古语“干沟”，今址在老窝铺乡浩赉郭勒沟:20。
东山生态文化园面积240公顷，位于围场满族蒙古族自治县县城东山:2688，或称其位于河北省木兰围场国有林场龙头山林场:22。

## 备注
1. ↑  重叠面积不详。其中，五道沟景区、龙潭沟景区属滦河上游国家级自然保护区小滦河旅游小区[4]:35。浩赉郭勒皇家狩猎体验区属滦河上游国家级自然保护区的实验区[1]:2688。
2. ↑  卡伦后沟牧场是围场满族蒙古族自治县境内的一个国有牧场，位于县境北端，邻近老窝铺乡及锡林郭勒盟多伦县[5]。
3. ↑  原文提及沙沟狩猎场景区属河北省木兰围场国有林场桃山林场2900林班。未提及小滦河景区所属林班[3]:22。
4. ↑  原文称“滦河国家自然保护区”[1]:2688，当是滦河上游国家级自然保护区。